# Mabokopithecus clarki
Mabokopithecus clarki je druh vyhynulých úzkonosých primátů, žijících ve středním miocénu (před 15 – 16 miliony let) v západní části dnešní Keni.
Rod Mabokopithecus byl popsán v roce 1969 pouze na základě nálezu dvou izolovaných třetích stoliček z ostrova Maboko na Viktoriině jezeře v západní Keni. Možnost srovnávání s ostatními miocenními primáty je proto silně omezena.
Otázky vyvolal nález téměř kompletní dolní čelisti z ostrova Maboko, publikovaný v roce 1998. Třetí stoličky z této čelisti jsou morfologicky shodné se stoličkami rodu Mabokopithecus, zbytek chrupu je však extrémně podobný druhu Nyanzapithecus pickfordi. Je tudíž možné, že Nyanzapithecus a Mabokopithecus představují tentýž rod. Pro jejich sjednocení nebo vyloučení shody však budou potřeba další nálezy.